# Marcello Bellacicco
Marcello Bellacicco (Savona, 19 giugno 1959) è un generale italiano.

## Biografia
Ha frequentato il 160º Corso dell'Accademia Militare di Modena (1978-1980) ed il Corso di Specializzazione presso la Scuola di Applicazione di Torino (1980–1983), conseguendo la laurea in Scienze Strategiche ed il grado di Tenente.
Terminato il periodo di formazione, dal 1983 al 1988, nei gradi di tenente e capitano, ha prestato servizio presso il Battaglione alpini "Trento" della Brigata alpina "Tridentina", a Monguelfo e Brunico, ricoprendo gli incarichi di Comandante della 128ª Compagnia mortai e della 94ª Compagnia fucilieri. In questo periodo, oltre a molteplici esercitazioni ed attività in montagna, in ambiente sia estivo che invernale, ha partecipato con il suo reparto alle operazioni di soccorso per pubbliche calamità durante il disastro della Val di Stava nel 1985 e durante l'alluvione della Valtellina nel 1987.
Trasferito a Pinerolo nel 1988, presso il Battaglione Alpini "Susa" della Brigata alpina "Taurinense", sino al 1992 ha ricoperto l'incarico di Comandante della 133ª Compagnia mortai e, nell'ultimo anno, anche di Capo Sezione Operazioni Addestramento Intelligence.
In questo periodo, essendo il Battaglione Susa la componente italiana della forza mobile della NATO (Allied Command Europe Mobile Force), ha partecipato a numerose esercitazioni dell'Alleanza in tutta Europa (Norvegia, Danimarca, Germania, Portogallo, Spagna, Turchia, Gran Bretagna e Francia).
Nell'estate del 1992, viene inviato a Civitavecchia presso la Scuola di guerra, dove frequenta con successo il Corso di Stato Maggiore.
Rientrato al Battaglione Susa nel 1993, partecipa con l'unità alla missione delle Nazioni Unite ONUMOZ in Mozambico, ricoprendo il delicato incarico di Capo delle operazioni del Contingente italiano. Rientrato in Patria, nel 1994 viene ammesso, su concorso, alla frequenza del Corso Superiore di Stato Maggiore a Civitavecchia e, successivamente, del Corso Superiore Interforze presso il Centro Alti Studi Militari di Roma. Consegue anche il Master in Scienze Strategiche.
Promosso Maggiore, nel 1995 è assegnato allo Stato Maggiore Esercito a Roma, con l'incarico di Ufficiale Addetto presso l'Ufficio Operazioni, dove rimane sino al 1997. In questo periodo, viene intensamente impegnato nelle attività di pianificazione ed organizzazione delle operazioni di pace in Bosnia ed Erzegovina, in Rwanda (missione non implementata) ed in Albania, trascorrendo anche molteplici periodi nei diversi teatri operativi.
Promosso Tenente Colonnello nel 1997, viene trasferito a Bolzano ed assume il comando del Battaglione alpini paracadutisti "Monte Cervino" (1997-1998), di cui avvia il processo di professionalizzazione e di qualificazione come Forze Speciali.
Viene quindi trasferito a Roma e riassegnato allo Stato Maggiore dell'Esercito, dove ricopre l'incarico di Capo Sezione Formazione e Addestramento dell'Esercito (1999 – 2002). In questo periodo, è responsabile di tutta la formazione e l'addestramento dell'Esercito e si occupa della revisione del sistema formativo ed addestrativo, per adeguarlo alla trasformazione in Forza Armata professionale, anche con l'inserimento del personale femminile.
Promosso Colonnello nel 2002, viene trasferito a Cuneo, dove assume il comando del 2º Reggimento alpini, che detiene sino al 2003. In tale periodo, partecipa all'Operazione SFOR in Bosnia, nell'ambito della quale costituisce e comanda il “German-Italian Battle Group”, unità operativa bi-nazionale italo-tedesca, di circa 2500 uomini, che costituisce il primo esperimento in ambito NATO di integrazione, a livello reggimento, di unità di Nazioni diverse.
Rientrato in Italia, viene trasferito a Modena, dove assume il comando del Reggimento Allievi Ufficiali presso l'Accademia Militare, che detiene sino alla fine del 2005.
Nel febbraio 2006 si trasferisce a Berlino, dove assume l'incarico di addetto militare per la Germania presso l'Ambasciata Italiana, con accreditamento anche per i Paesi Bassi e la Danimarca. Assolve questo incarico per circa tre anni, curando, in particolar modo, la partecipazione della Germania alla Missione ONU UNIFIL 2 in Libano (dopo la guerra Israelo-libanese del 2006), le relazioni italo-tedesche nell'ambito della riorganizzazione dell'Operazione NATO in Afghanistan (2007), le collaborazioni industriali italo-tedesche nel settore della Difesa (tra cui le più importanti, IVECO- RHEINMETAL per la nuova generazione di blindati e la costruzione di sommergibili U 212-A per la MMI) e la consulenza a favore dell'Ambasciata Italiana nei Paesi Bassi, in merito alle attività del Tribunale penale internazionale per l'ex-Jugoslavia dell'AIA (Processi Milošević, Karadžić e Mladić).
Rientrato in Italia e promosso Generale di Brigata, da agosto 2009 ad aprile 2010, ricopre l'incarico di Capo di Stato Maggiore del Comando Truppe Alpine di Bolzano, durante il quale, tra le tante attività, pianifica e coordina l'intervento delle Forze Armate italiane per il terremoto di Haiti.

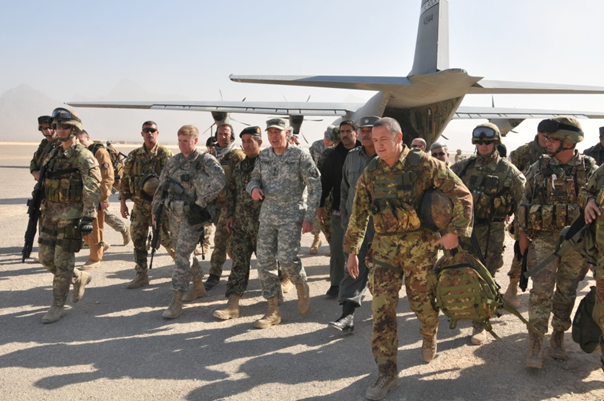
Il Generale Bellacicco con il Generale statunitense David Petraeus

Il 16 aprile 2010, assume il comando della Brigata alpina "Julia", in Udine. Durante tale periodo, viene impiegato con la Julia in Afghanistan dove, da ottobre 2010 a aprile 2011, ricopre l'incarico di Comandante della Regione Ovest, nell'ambito della missione ISAF della NATO, prendendo sotto comando anche unità USA, spagnole, lituane, slovene, danesi e albanesi.
Si tratta di un periodo di grande intensità, in quanto coincidente con il momento di massimo sforzo operativo della Forza multinazionale, per estendere la sicurezza a tutte le aree afghane. Nei suoi sei mesi di impiego, la Brigata Julia, rinforzata da molteplici assetti delle altre Forze Armate (elicotteri, droni e cacciabombardieri), riesce ad assumere il completo controllo delle zone sotto la sua responsabilità. Nell'ambito di tali impegnative operazioni, le unità italiane perdono 7 uomini e accusano circa 50 feriti, a causa di scontri a fuoco e di attacchi con ordigni esplosivi ma, contemporaneamente, sviluppano progetti umanitari per un valore complessivo di circa 26 milioni di dollari, di cui 21 assegnati dal Congresso Americano (Italia, unico contingente della coalizione ritenuto idoneo dagli USA per ricevere tali fondi). Durante il periodo di comando della Brigata Julia, essendo questa una Unità multinazionale, MLF – Multinational Land Force (Italia, Slovenia, Ungheria e Croazia), organizza e finalizza l'esercitazione in Ungheria di certificazione della Full Operational Capability della MLF.
Promosso Generale di Divisione nel 2012, viene trasferito in Gran Bretagna a Gloucester, dove assume l'importante incarico di Vice Comandante del Corpo d'Armata di Reazione Rapida della NATO, Comando multinazionale ad altissima prontezza operativa dell'Alleanza. In tale incarico, guida il “NATO Doctrine Implementing Group”, team internazionale ad elevato livello, responsabile del monitoraggio dell'attuazione della nuova dottrina dell'Alleanza Atlantica.
Rientra in Italia nell'ottobre del 2014 ed assume il Comando della Divisione Alpina "Tridentina", ricoprendo anche l'incarico di Vice Comandante delle Truppe Alpine, presso Bolzano. Nel 2019 dirige l'esercitazione congiunta tra Comando Truppe Alpine dell'Esercito ed i volontari di Protezione Civile dell'Associazione Nazionale Alpini, chiamata Vardirex (Various Disaster Relief Exercise). Nel 2019 questa esercitazione ha visto anche la partecipazione della Marina Militare Italiana e si è svolta nella Provincia di Imperia e nella Provincia di Lodi. Promosso Generale di Corpo d'Armata il 19 giugno 2020.
Terminata la carriera militare si candida nella Lista civica Diano Marina e viene eletto consigliere di minoranza.
Nel 2022 viene premiato ai Bond Street Awards con la seguente motivazione: “per la sua leadership, il lavoro umanitario e l'impegno nelle operazioni di pace dell'ONU e della NATO con l'esercito italiano”.

## Onorificenze

### Onorificenze italiane
- Medaglia d'oro di lungo comando nell'Esercito;
- Medaglia per Operazione Soccorso Disastri (Valle di Stava - 1985);
- Medaglia per Operazione Soccorso Disastri (Valtellina - 1985).
- Nell'aprile 2013 è stato insignito della Cittadinanza onoraria dalla città di Pieve di Teco (IM).

## Opere
- “Noi ci abbiamo creduto” (2023), Amazon KDP. ISBN 979-8871866702

È l'autore di due importanti pubblicazioni operative dell'Esercito:
- “Manuale per il Controllo della Folla nelle Operazioni di Pace”;
- “Manuale per l'S3/G3 – Capo Ufficio Operazioni, Addestramento e Intelligence”.